# Guerra Civil del Congo
La Guerra Civil del Congo (1665–1709) va ser un conflicte intern entre les cases rivals del regne del Congo. La guerra es va lliurar al llarg dels segles xvii i XVIII entre partidaris de la Casa de Kinlaza contra la Casa de Kimpanzu. Nombroses altres faccions van entrar en el conflicte reclamant la descendència d'una o ambdues de les principals parts, com ara Água Rosada de Kibangu i els Silva de Soyo. Al final de la guerra la capital del Congo havia estat destruïda i molts bakongo van ser venuts en el comerç atlàntic d'esclaus.

## Orígens
El Regne del Congo va arribar al seu apogeu durant el regnat del seu rei més poderós Garcia II. El rei Garcia II havia arribat al poder després de la mort del seu germà, Álvaro VI, a qui havia ajudat a apoderar-se del tron de Congo de la Casa de Kimpanzu. Junts, els germans van forjar una nova dinastia anomenada Nlaza kanda, per tant Kinlaza. L'ascensió d'aquesta dinastia, que va traçar la seva legitimitat al tron maternalment enfront del pedigrí patern de la Casa de Kimpanzu i la Casa de Nsundi, va ser rebuda amb hostilitat des dels inicis. Els reclamants rivals per al tron del Congo, aleshores l'estat més poderós de l'Àfrica Central, s'uniren darrere de Kimpanzu. Quan el rei Garcíia II va arribar al poder, els Kimpanzu van arrelar al comtat de Soyo donant suport als altres partidaris Nsundi i Kimpanzu de l'interior del Congo mentre reclamaven el títol de Prínceps i després grans prínceps. Al final del regnat de Garcia, Soyo era completament independent del Congo i hi havia una hostilitat oberta entre la Casa de Kinlaza i la Casa de Kimpanzu, incloses trames sobre la vida del rei i els compromisos militars.

## Descens cap a la guerra
El 1661, el rei Garcia II, va morir deixant el tron al seu segon fill António. El rei António I era decidit a eliminar els portuguesos d'Angola, ja que havien estat una espina clavada al costat del Congo des de 1622. El reconeixement del rei García II d'ajudar els holandesos en la seva curta guerra amb Portugal sobre el port de Luanda havia sortit malament. Ara Portugal era més forta que mai amb el control de Luanda, font dels diners de les cloïsses nzimbu del Congo, usades com a moneda. Més i més, el Congo va haver de confiar en el suport holandès, que no era tan proper amb Soyo com a competidor. Aquests esdeveniments van configurar el successor de Garcia II, António I, en una agenda completament antiportuguesa.

### Batalla de Mbwila
Malgrat l'augment de la tensió entre els estats, l'espurna que els tornaria a convertir en una guerra seria una disputa per la petita ciutat fronterera de Mbwila. El capità havia jurat fidelitat tant al Congo com a Angola en el passat. En 1665, una disputa entre el reclamant i la seva tia va fer que el Congo i Angola s'enfrontessin, el Congo recolzant al demandant i Angola recolzant a la tia. Els dos poders es van enfrontar a la batalla de Mbwila el 29 d'octubre de. En aquesta batalla el Congo va ser durament derrotat. El rei António I i la majoria de la noblesa Kinlaza van morir en la batalla; la corona i el ceptre reial foren duts a Portugal com a trofeus. El nen hereu del tron del Congo va ser capturat i portat a Luanda juntament amb el cap d'António. Les possessions reials del rei, que temia deixar al Congo pels partidaris rivals, també es van perdre en el camp de batalla. Privats del seu rei, hereu i dels símbols de lideratge, el regne ràpidament va descendir a la guerra civil, ja que els partidaris de Kinlaza i Kimpanzu pretenien el tron.

## Intervenció de Soyo al Congo
La batalla de Mbwila no va provocar un canvi dràstic en les fronteres de l'Àfrica Central. El Congo i Angola no tenien més control sobre aquest assentament remot que abans de la batalla. El partit que va prosperar a conseqüència de la derrota del Congo va ser el comtat de Soyo, on es trobaven molts partidaris de Kimpanzu. Soyo, governat pel kanda Silva, havia donat refugi als Kinpazu que s'amagava a la regió de Luvota al sud. Sense una forta oposició al Congo, els da Silva van poder imposar la seva voluntat als dos reclamants Kinlaza i Kimpanzu al tron.

### Inici de la intervenció de Soyo
El rei Alfons II del Congo i Nkondo, per no confondre's amb el Alfons II del Congo del segle xvi, va prendre el tron després de la mort d'António I. L'ascensió d'Afonso, partidari dels Kimpanzu, va jugar en els plans de Soyo. Els Kinlaza van actuar ràpidament contra ell i el van obligar a abdicar en Álvaro VII. El rei deposat va fugir cap a Nkondo, on va continuar reclamant la corona del Congo.

### Invasions del Congo (1666 i 1669)
El rei Álvaro VII va resultar ser un tirà, odiat tant pels rivals polítics com per la gent comuna. En un moviment sense precedents, Soyo va marxar asobre la capital i va ajudar la població en el derrocament i l'assassinat d'Álvaro VII. En juny fou elegit un altre rei Kinlaza. Aquesta vegada, les eleccions es durien a terme sota els auspicis de Soyo. Álvaro VIII va ser escollit pel tron i va governar durant tres anys. Va permetre als portuguesos buscar or en el seu regne, però no hi havia or ni plata al regne. La Casa de Kinlaza va mantenir el control tàcit del tron, però Soyo va demostrar ser el veritable amo del regne.
El rei Pedro III, un altre partidari Kinlaza amb menys simpatia vers Soyo, va arribar al poder el gener de 1669. Soyo va enviar una força una vegada més al Congo i va treure el rei del poder. Aquesta vegada, els da Silvas col·locarien un governant Kimpanzu al tron. El rei Pedro III va fugir a Lemba (també coneguda com a Mbula o Bula), però aquest no seria el final de les seves relacions al Congo.

### Fi de la intervenció de Soyo
El rei Álvaro va ser posat al poder per Soyo amb l'esperança que un Kimpanzu pogués ser més fàcil de controlar. No obstant això, fins i tot entre els Kimpanzu, els nobles començaven a ressentir-se de la intromissió de Soyo al Congo. En 1670 Álvaro IX va ser destronat per Rafael I, el marquès de Mpemba. A diferència del rei anterior, Rafael I era un Kinlaza i no estava disposat a deixar-se controlar pels Silvas.

#### Batalla de Kitombo
Una vegada al tron, l'ambiciós rei va buscar ajuda portuguesa per treure els seus supervisors a Mbanza-Soyo. Amb la promesa de drets minerals i l'oportunitat de castigar a Soyo per tractar amb els holandesos "heretges" (no catòlics), Angola va enviar un exèrcit sota el comandament de João Soares de Almeida. Després d'una victòria inicial contra Soyo en què va morir el seu regidor comte Estêvão da Silva, l'exèrcit angolès va ser aixafat a la batalla de Kitombo per una força de Soyo liderada pel príncep Pedro da Silva, germà del comte mort. La victòria va frenar les ambicions portugueses al Congo fins al segle xix, però va deixar Soyo en una posició molt més precària. El rei Rafael va romandre al tron i Soyo es va centrar en la protecció la seva pròpia frontera i obtenir el reconeixement papal. La victòria a Kitombo se celebra a certes parts d'Angola la diada de Sant Lluc (18 d'octubre).

## Saqueig de São Salvador
Els Kimpanzu van continuar governant el regne malgrat la seva tènue situació. Les províncies més poderoses com Nsundi i Mbata es van separar, i el poder del rei va disminuir mentre el comerç es va repartir a zones més estables fora del Congo, com Soyo i Loango. El rei Rafael I fou succeït pel marquès de Nkondo, Alfons III del Kongo. Va regnar molt poc temps abans de l'ascens del rei Daniel I. El rei Daniel I va regnar quatre anys abans que els Kinlaza fessin una última jugada desastrosa per al tron. El rei destituït Pedro III va marxar a São Salvador amb mercenaris jaga, donant lloc a una batalla que va matar el rei Daniel I i va destruir la major part de la ciutat el 1678. La destrucció de la capital va obligar els reclamants d'ambdós costats del conflicte a dominar les fortaleses de les muntanyes. Els Kinlaza es va retirar a Mbula mentre que els Kimpanzu tenia la seva seu a Mbamba Luvota al sud de Soyo. São Salvador es va convertir en el lloc de pasturatge dels animals salvatges, on es coronaven els reclamants rivals, després es van retirar abans de provocar la ira dels partidaris de l'oposició. Fins i tot després del seu reassentament, la ciutat mai no tornaria a tenir la seva importància.

## Regne dividit
Sense un centre per al comerç i la política, el poderós regne va deixar d'existir durant dues dècades. Això no va evitar que els partidaris intentessin matar-se mútuament. El rei Pedro III va ser assassinat el 1680 sota un estendard de treva per Manuel de Nóbrega en venjança per la mort del seu germà, el rei Daniel I. El rei Pedro III fou succeït pel seu germà petit, João II. El rei João II va lluitar incansablement per dominar un altre bastió Kinlaza, Kibangu, però va ser inútil. Kibangu eventualment va caure a forces des d'una posició contrària a la successió de Manuel I de Kibangu. Dos germans del kanda Água Rosada, producte d'un pare Kimpanzu i mare Kinlaza, van enderrocar Manuel en 1688. El germà més gran, el rei Álvaro X, va governar la fortalesa de la muntanya fins a la seva mort el desembre de 1695. Seria el seu germà, Pedro IV, quei vetllaria per la restauració del Congo. Mentrestant, Manuel de Nóbrega, germà del rei Daniel I, va governar Mbamba Lovata en nom dels Kimpanzu i amb la sanció de la poderosa reina Suzana de Nóbrega. Manuel de Nóbrega va usar el poder de Soyo per fer la guerra a tots els partidaris Kinlaza al seu abast, incloent la reina Ana Afonso de Leão, la matriarca dels Kinlaza.

### Antonians
Enmig de la Guerra Civil del Congo (i potser també per això) es va desenvolupar un moviment religiós dirigit per ua jove noble de la vall de Mbidizi. Nascuda Beatriz Kimpa Vita, la família de la jove vivia en l'àmbit d'influència dels Kinlaza. Va afirmar ser posseïda per l'esperit de Sant Antoni, d'aquí el nom del moviment. Va afirmar que Sant Antoni va acudir a ella en visions i va declarar que la seva missió era reunir el regne del Congo. Més endavant va viatjar a cadascuna de les fortaleses muntanyenques dels Kinlaza (Kibangu i Bula) Va proclamar que la seva missió era persuadir els diferents reclamants per reassentar-se a São Salvador i acabar amb el vessament de sang. Després d'haver estat rebutjat per tots ells, va reunir els seus seguidors i va marxar cap a les ruïnes de l'antiga capital a l'octubre o novembre de 1704. Amb l'assistència i protecció de Pedro "Kibenga" Constantino da Silva, un bel·licós mig Kimpanzu-mig da Silva nominalment lleial a Pedro IV, Dona Beatriz va creuar del mer fanatisme religiós a la responsabilitat política. El rei Pedro IV, a instàncies dels missioners caputxins, havia detingut Dona Beatriz per heretgia i la va cremar a la foguera. Aleshores el rei Pedro marxà a prendre São Salvador i va reunificar el regne amb èxit.

### Batalla de São Salvador
El rei Pedro havia estat treballant per a la reunificació del Congo des de l'ascens dels antonians. Havia guanyat la fidelitat de gairebé tots els reclamants a través de mitjans polítics i no militars. Fins i tot els kimpanzu el va reconèixer. El 15 de febrer de 1709, el rei Pedro va marxar a São Salvador al capdavant del seu exèrcit portant només una creu. El la consegüent batalla entre Pedro IV i Pedro Constantino da Silva, els antonians foren dispersats. Constantino da Silva va ser pres i decapitat quan va intentar rendir-se.

### Batalla de Mbula
Els derrotades antonians van fugir a Bula i van buscar l'ajuda de João II, qui encara s'havia negat a reconèixer a qualsevol rei del Congo que no fos ell mateix. El rei João II va marxar amb les seves forces al sud per veure si podia guanyar alguna cosa a costa de Pedro IV. El dia 4 d'octubre, dia de Sant Francesc els exèrcits de João II i Pedro IV es van enfrontar al territori de Mbula. El rei Pedro IV va guanyar un alter cop i João II va marxar cap a Lemba. El rei Pedro IV va proclamar Sant Francesc com el seu salvador i va reanomenar la seva base São Francisco de Kibangu.

## Fi de la guerra
Després d'aquestes batalles, Pedro es va dedicar a reunificar el Congo i fer la pau entre els Kinlaza i els Kimpanzu. Va donar un perdó general a tot els kimpanzu. Manuel Makasa, el germà més jove de Kibenga, esdevingué gendre i hereu de Pedro. El rei Pedro va morir en 1718 deixant un regne almenys parcialment reunificat amb la seva capital a São Salvador. El príncep Manuel Masaka esdevingué rei amb el nom de Manuel II del Congo. Després d'ells Garcia IV Nkanga a Mvemba va succeir-lo pacíficament al tron segons l'acord de compromís de Pedro. El rei Garcia IV era membre de la facció Mbula de Kinlaza. Després d'ell, els Kinlaza de Bula va deixar de fer reclamacions independents per al tron del Congo. Els descendents del rei Pedro IV van romandre a Kibangu reclamant el títol de príncep, però mai van pressionar per convertir-se en rei del Congo. La pau va regnar més o menys durant els propers 50 anys amb molt pocs intervals. El tron va girar principalment entre els Kinlaza de l'est i els Kimpanzu de l'oest. Malgrat l'assentament i la restauració de la monarquia, el Congo era molt lluny dels seus dies de glòria. Mai va recuperar el seu protagonisme econòmicament o políticament, desintegrant-se en feus que reconeixen al rei del Congo, però que no estaven veritablement sota el seu control.